# Bataille de Delebio
La bataille de Delebio, épisode des guerres de Lombardie, se déroule les 18 et 19 novembre 1432 à Delebio dans la Valteline et oppose Philippe Marie Visconti, duc de Milan, et la république de Venise. Elle fait suite à l'occupation de Brescia et du Val Camonica par les Vénitiens soutenus par les troupes de Francesco da Bussone plus connu comme le comte de Carmagnola.

## Le contexte

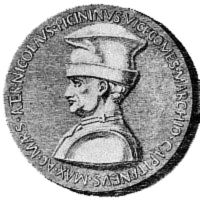
Niccolò Piccinino, capitaine des troupes milanaises.

Les troupes vénitiennes, commandées par le condottiere Giorgio Corner, ou Cornaro, qui avait quitté les Milanais pour se mettre au service de la Sérénissime, avait envahi la Valteline en 1431 en entrant par le Val Camonica et en passant par Aprica. Par cette opération, la république de Saint-Marc aspirait non seulement à protéger sa frontière du nord mais aussi à s'assurer un passage alpin au travers de la Valteline afin de favoriser ses échanges commerciaux avec le Nord.

## La bataille
Le 18 novembre 1432 l'armée des Visconti, composée de 400 cavaliers, atteint la Valteline après avoir parcouru la côte occidentale du lac de Côme et elle est prête à affronter les Vénitiens. Elle est commandée par le capitaine Niccolò Piccinino dit Piccinino en raison de sa petite taille. Il est secondé de Guido Torelli (1406 - 1449), capitaine d'armes et seigneur des fiefs de Montechiarugolo et de Guastalla, Franchino Rusca, seigneur de Côme, et son fils Giovanni Rusca, Raffaele Guzzi et Pietro Brunoro des comtes Sanvitale de Fontanellato connu pour son histoire d'amour avec Bona Lombarda, une paysanne de Cosio Valtellino.
Le commandement vénitien se compose de Sante Venier, Bartolomeo Colleoni, du marquis Taddeo d'Este (it), Antonio da Martinengo, Taliano Furlano (it), Rinaldo da Vicenza, Taddeo Marchese, Antonio Ducco, Giacomo Trivella, Cesare da Martinengo, Daniele Vitturi, Battista Capece, Marco Dardinello et Pigliardo da Faenza qui meurt au cours de la bataille.

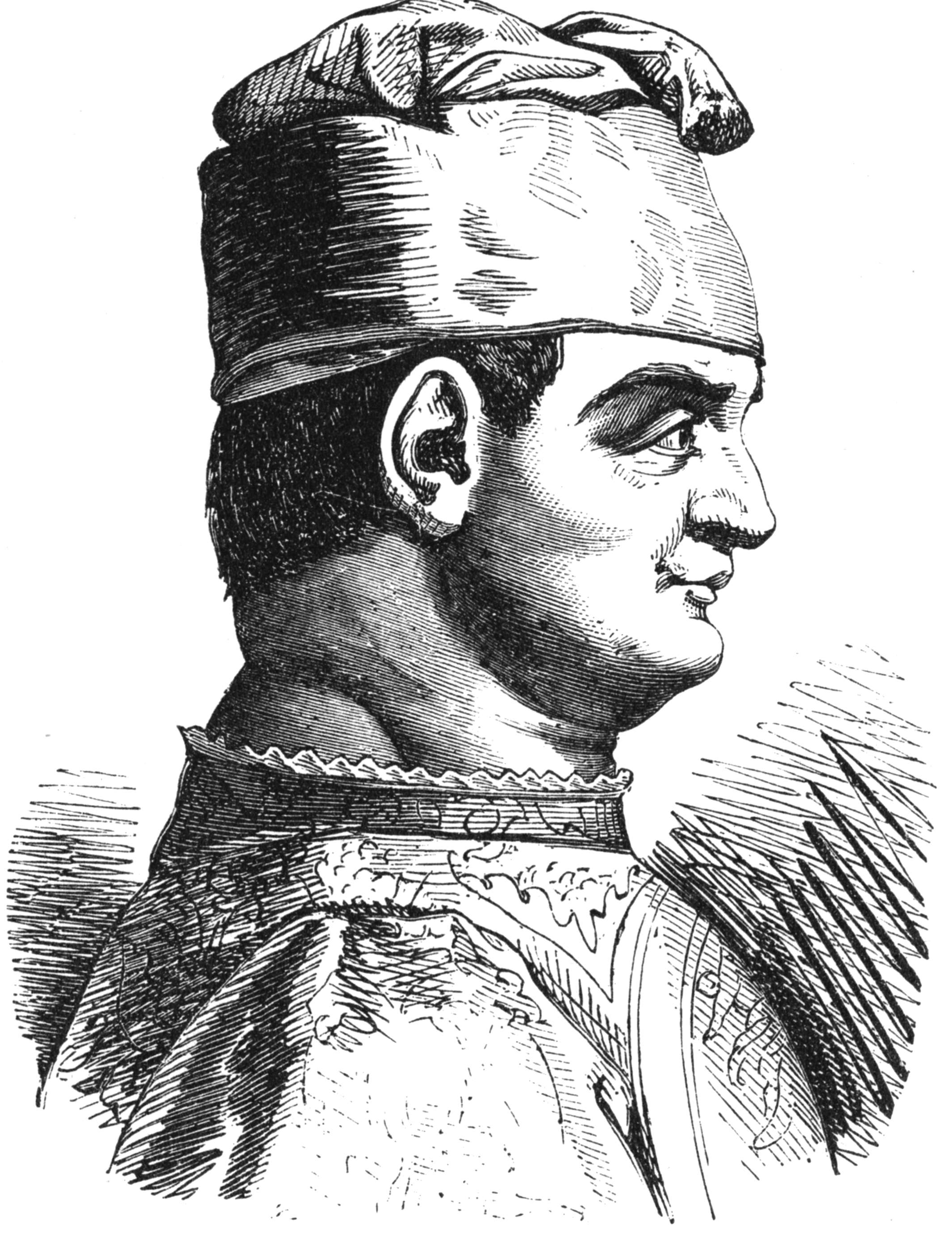
Philippe Marie Visconti, Duc de Milan.

Le même jour, les Milanais traversent l'Adda près de Sorico sur un pont de fortune réussissant à surprendre la garnison du camp retranché vénitien. L'armée ducale est repoussée moyennant un coût élevé pour les Vénitiens qui laissent sur le champ de bataille plus de 300 soldats. La nuit suivante, Piccinino se prépare à l'assaut final en faisant combler le fossé qui protège le camp adverse de Delebio. Le matin du 19 novembre, la bataille s'engage: les Milanais attaquent les Vénitiens à l'Ouest, tandis que les troupes gibellines valtelines dirigées par Stefano Quadrio et les milices chiavennasca commandées par Antonio Nasalli et Brocchi Antonio attaquent à l'Est.
Grâce à l'apport décisif des Valtelins, les Vénitiens sont finalement mis en déroute. Tous les capitaines de la république de Venise survivants à la sanglante bataille sont emmenés en Milan comme prisonniers, à l'exception de Marco Dardinello et Bartolomeo Colleoni, qui parviennent à s'échapper. Giorgio Corner subit un traitement particulier, il est emprisonné dans la terrible prison de Monza et torturé longuement, afin qu'il révèle les secrets du gouvernement de Venise. Les pertes des troupes de Venise sont importantes: 1 800 cavaliers et 3 500 soldats sont blessés, 1 200 cavaliers et 1 500 soldats tués. Certaines sources évoquent des pertes plus importantes : 5 000 morts et 7 000 prisonniers.
Le goût de la victoire ne dure pas longtemps pour les Valtelins gibelins : les Vénitiens envahissent de nouveau quelques mois plus tard la Valteline pour se venger de la sanglante défaite. Ils sont dirigés par le condottiere et marquis de Mantoue, Jean-François de Mantoue, en remplacement du comte de Carmagnola, condamné à mort et décapité par les Vénitiens, accusé de trahison. Mais cette fois, les Vénitiens restent peu de temps dans la Valteline, ils quittent la vallée en avril 1433.

## Anecdote
La localité près de Delebio où s'est déroulée la bataille, près de l'église Santa Domenica, est encore appelée « fosse des Vénitiens » pour rappeler le fossé défensif créé par les Vénitiens utilisé aussi pour leur sépulture.

## Sources
- (it) Cet article est partiellement ou en totalité issu de l’article de Wikipédia en italien intitulé « Battaglia di Delebio » (voir la liste des auteurs).